# Źrebce (Chrzanów)
Źrebce ist ein Ortsteil und Schulzenamt des Dorfes Pogorzyce der Gemeinde Chrzanów im Powiat Chrzanowski in Polen. Es liegt auf einer Höhe von etwa 377 Metern über dem Meeresspiegel in der Woiwodschaft Kleinpolen. Das Stadtzentrum der Kreisstadt Chrzanów ist etwa fünf Kilometer in nordwestlicher Richtung von Źrebce entfernt.